# Callitrichia kenyae
Callitrichia kenyae là một loài nhện trong họ Linyphiidae.
Loài này thuộc chi Callitrichia. Callitrichia kenyae được Jean-Louis Fage miêu tả năm 1936.